# Liste der ehemaligen Klöster, Stifte und Kommenden in Ostfriesland
In der Liste der ehemaligen  Klöster, Stifte und Kommenden in Ostfriesland sind alle nachgewiesenen ehemaligen Klöster, Stifte und Kommenden in Ostfriesland erfasst. Der Überlieferung nach soll es beinahe nirgendwo im mittelalterlichen Deutschen Reich eine Klosterlandschaft wie in Ostfriesland gegeben haben, wo sich ungefähr 30 Niederlassungen verschiedener Orden nachweisen lassen, von denen keine die Reformation überstand. Ihre genaue Zahl ist unbekannt, da einige Niederlassungen verschiedener Orden schon früh wieder aufgegeben wurden oder es bei einigen Häusern unklar ist, ob sie je ein eigenständiges Kloster waren.

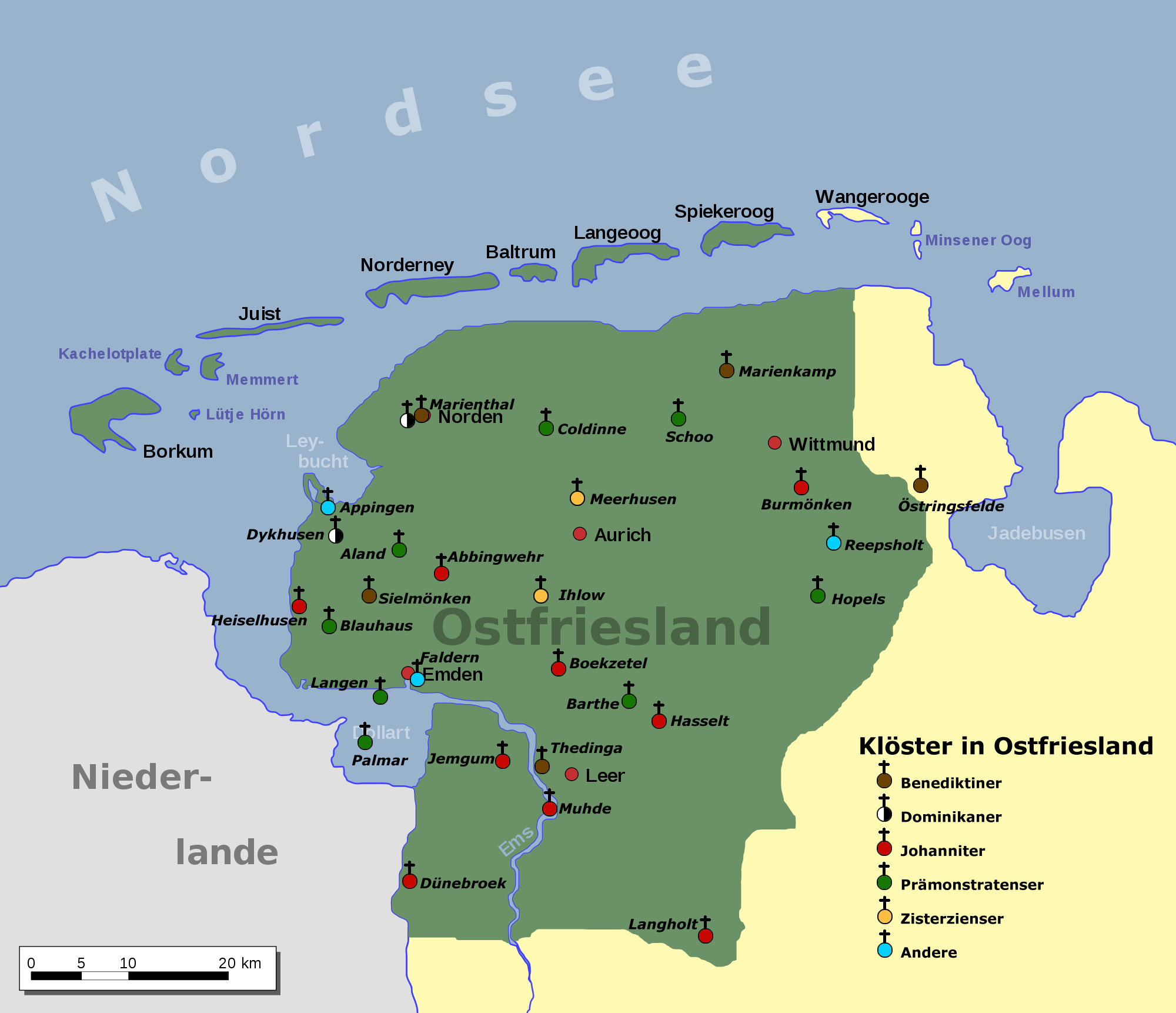
Ehemalige Klöster, Stifte und Kommenden in Ostfriesland

In der Karte sind die Standorte der ehemaligen Klöster eingetragen. Die Farbe zeigt die Zugehörigkeit der Klöster zu den jeweiligen Ordensgemeinschaften an. Gut zu erkennen ist die relativ gleichmäßige Verteilung der Klöster auf Ostfriesland. Eine Ballung ergibt sich lediglich für das historische Emsigerland, was der ostfriesische Kulturhistoriker Fridrich Arends auf den (landwirtschaftlichen) Reichtum jener Teilregion im Mittelalter zurückführt: „Für die Geistlichkeit war es vorzüglich ein gesegnetes Land; die Zahl der auf seinen Fluren errichteten Klöster betrug ein Drittel der übrigen in der ganzen Provinz, und zwar der reichsten und mit den besten Ländereien begabten.“
Die ungewöhnlich hohe Zahl an Klostergründungen in Ostfriesland wird damit erklärt, dass es zu einer Symbiose der einheimischen Eliten mit den geistlichen Einrichtungen kam. Soweit dies bisher nachweisbar ist, standen die Klöster unter dem Schutz der jeweiligen Landesgemeinde, weshalb diese in der dritten Spalte aufgeführt wird. Der in der vierten Spalte aufgeführte Naturraum lässt Rückschlüsse auf die Wirtschaftsgrundlagen des Klosters zu. Die Archive der Klöster, Stifte und Kommenden sind während oder nach der Reformation zerstört worden oder gingen anderweitig verloren. Die in der fünften Spalte aufgeführten Gründungsdaten basieren daher meist auf Ergebnissen archäologischer Grabungen oder auf indirekten Beweisen, die auf später aufgezeichnete Belege zurückgreifen. Die sechste Spalte listet hingegen die tatsächliche erstmalige Nennung der Klöster und Kommenden auf, soweit dies bis dato bekannt ist. Die achte Spalte zeigt die ungewöhnlich große Zahl an Doppelklöstern in der Region auf.
Die zweite Tabelle folgt der gleichen Aufteilung, listet aber Klöster auf, bei denen ein Nachweis ihrer Existenz bisher nur indirekt erfolgte.

## Klöster, Stifte und Kommenden, deren Existenz gesichert ist
| Kloster, Stift oder Kommende (Lage) | Orden                                                                   | Landesgemeinde   | Naturraum | Gründung oder | erste Erwähnung | Ende bzw. Auflösung             | Belegung                            | Bild | Bemerkungen |
| ----------------------------------- | ----------------------------------------------------------------------- | ---------------- | --------- | ------------- | --------------- | ------------------------------- | ----------------------------------- | ---- | --- |
| Reepsholt ()                        | Regularkanoniker                                                        | Östringen        | Geest     | 983           | 1999            | unbekannt / vor der Reformation | Männerkloster                       |      | Das Stift entstand aus einer Schenkung zweier Schwestern an Adaldag, den Erzbischof von Bremen. |
| Meerhusen ()                        | Benediktiner, ab 1219 Zisterzienser, dann Zisterzienserinnen            | Auricherland     | Geest     | 1183–1198     | 1219            | spätestens 1204                 | Frauenkloster                       |      | Bei Gründung Doppelkloster, nach Übernahme durch die Zisterzienser in ein Frauenstift umgewandelt. |
| Thedinga ()                         | Benediktiner                                                            | Moormerland      | Geest     | 1283          | 1338            | nach 1616                       | Doppelkloster                       |      | Das Renaissance-Gehäuse der Klosterorgel wurde möglicherweise für das Instrument der St.-Georg-Christophorus-Jodokus-Kirche in Stellichte (1610) wiederverwendet.                                                                                 |
| Sielmönken ()                       | Benediktiner                                                            | Emsigerland      | Marsch    | 1276          | 1999            | nach 1569                       | Doppelkloster                       |      | 1444 durch Augustiner-Chorherren (Windesheimer Kongregation) übernommen |
| Marienthal ()                       | Benediktiner                                                            | Norderland       | Marsch    | 1999          | 1255            | 1530                            | Doppelkloster                       |      | Marienthal war das Hauskloster der ostfriesischen Grafenfamilie Cirksena, deren Grablege sich dort von 1464 bis 1548 befand. |
| Ihlow ()                            | Zisterzienser                                                           | Auricherland     | Geest     | 1999          | 1216            | 1527–1531                       | Männerkloster                       |      | Mutterkloster war Aduard. Ihlow war das bedeutendste Kloster Ostfrieslands und zur Zeit der sogenannten Friesischen Freiheit sehr wahrscheinlich Archiv und Kanzlei des Upstalsboom-Bundes.                                                       |
| Marienkamp ()/ Pansath ()           | Benediktiner, ab 1420 Augustiner-Chorherren (Windesheimer Kongregation) | Harlingerland    | Geest     | 1999          | 1235            | 1530–1534                       | Doppelkloster                       |      | Kloster Pansath war vermutlich zunächst nur ein Vorwerk von Marienkamp. Nach dessen Zerstörung nahm es die verbliebenen Mönche auf. |
| Barthe ()                           | Prämonstratenserinnen                                                   | Moormerland      | Geest     | 1170–1185     | 1284            | 1598–1601                       | Frauenkloster                       |      | Barthe war ein eher durchschnittlicher ostfriesischer Konvent, weshalb es neben Kloster Ihlow am intensivsten erforscht wurde. |
| Osterreide ()                       | Augustinerinnen                                                         | Rheiderland      | Geest     | vor 1376      | 1376            | Anfang des 16. Jahrhunderts     | Frauenkloster                       |      | Anfang des 16. Jahrhunderts wegen der Dollarteinbrüche aufgelöst. |
| Palmar ()                           | Prämonstratenser                                                        | Rheiderland      | Geest     | 1204          | 1999            | 1447                            | Doppelkloster                       |      | 1447 wegen der Dollarteinbrüche aufgelöst. |
| Langen () / Blauhaus ()             | Prämonstratenser                                                        | Emsigerland      | Marsch    | um 1240       | 1255            | 1566                            | Doppelkloster                       |      | Langen wurde 1499 nach schweren Sturmfluten nach Blauhaus verlegt. |
| Aland ()                            | Prämonstratenser, dann Prämonstratenserinnen                            | Emsigerland      | Marsch    | um 1240       | 1255            | um 1565                         | Doppelkloster, später Frauenkloster |      | Bei Gründung Doppelkloster. Der Männerkonvent ging Anfang des 16. Jahrhunderts unter. |
| Hesel ()                            | Johanniter                                                              | Moormerland      | Geest     | 1999          | 1319            | 1495/99                         | Doppelkommende                      |      | 1495 nach Kommende Hasselt inkorporiert, aber noch 1499 als eigenständige Kommende genannt. |
| Hopels ()                           | Prämonstratenserinnen                                                   | Östringen        | Geest     | 1235–1287     | 1290            | 1580                            | Frauenkloster                       |      | um 1450 zu Marienkamp inkorporiert. |
| Coldinne ()                         | Prämonstratenser                                                        | Norderland       | Geest     | 1235–1287     | 1290            | 1580                            | Doppelkloster                       |      | um 1540 in Marienkamp inkorporiert. |
| Sconamora ()/ Oldekloster ()        | Prämonstratenser                                                        | Harlingerland    | Geest     | 1235–1287     | 1999            | vor 1420                        | Doppelkloster                       |      | Um 1420 zu Marienkamp inkorporiert. Danach wurden beide als Vorwerk geführt. |
| Jemgum ()                           | Johanniter                                                              | Rheiderland      | Geest     | 1999          | 1284            | 1533                            | Doppelkommende                      |      | Soldaten des Herzogs von Geldern zerstörten das Kloster während der ersten Schlacht von Jemgum. |
| Dünebroek ()                        | Johanniter                                                              | Rheiderland      | Marsch    | 1999          | 1319            | um 1550                         | Doppelkommende                      |      | Ein von Komtur Arnold 1511 in Auftrag gegebener silberner Messkelch zu Ehren des heiligen Johannes gilt als einziges erhaltenes Altargerät einer ostfriesischen Johanniterkommende. Es befindet sich im Besitz der Wibadi-Kirche in Wiegboldsbur. |
| Muhde ()                            | Johanniter                                                              | Overledingerland | Geest     | 1999          | 1319            | spätestens 1556                 | Doppelkommende                      |      | In Muhde soll es der historischen Überlieferung zufolge einen Jahrmarkt gegeben haben, der möglicherweise zur Kirchweih abgehalten wurde. |
| Hasselt ()                          | Johanniter                                                              | Moormerland      | Geest     | 1999          | 1319            | 1528                            | Doppelkommende                      |      | Nach der Reformation zog Graf Enno II. Hasselt ein. Im Jahre 1574 mussten die Grafen von Ostfriesland die Kommende nach mehreren Gerichtsprozessen an den Orden zurückgeben.                                                                      |
| Langholt ()                         | Johanniter                                                              | Overledingerland | Geest     | 1999          | 1319            | um 1583                         | Doppelkommende                      |      | Nach der Reformation zog Graf Enno II. Langholt ein. Im Jahre 1574 mussten die Grafen von Ostfriesland die Kommende nach mehreren Gerichtsprozessen an den Orden zurückgeben.                                                                     |
| Boekzetel ()                        | Johanniter                                                              | Auricherland     | Geest     | 1999          | 1319            | 1499                            | Doppelkommende                      |      | Der Überlieferung zufolge gründeten Benediktiner ein Kloster in Boekzetel, das sie später nach Kloster Thedinga verlegten. Spätestens im Jahre 1319 übernahmen die Johanniter den Besitz.                                                         |
| Abbingwehr ()                       | Johanniter                                                              | Emsigerland      | Marsch    | 1999          | 1319            | 1529                            | Doppelkommende                      |      | Abbingwehr galt zu Beginn des 16. Jahrhunderts als reichste Kommende Ostfrieslands. |
| Heiselhusen ()                      | Johanniter                                                              | Emsigerland      | Marsch    | 1999          | 1446            | 1492                            | Doppelkloster                       |      | Nach 1492 in das Kloster Abbingwehr inkorporiert. |
| Burmönken ()                        | Johanniter                                                              | Östringen        | Geest     | 1999          | 1319            | um 1528                         | Doppelkommende                      |      | Burmönken war die einzige Niederlassung der Johanniter im ostfriesischen Jurisdiktionsbereich des Erzbistums Bremen. |
| Norden ()                           | Dominikaner                                                             | Norderland       | Geest     | 1999          | 1264            | 1527                            | Doppelkloster                       |      | Löste sich als erstes ostfriesisches Kloster auf. |
| Dykhusen ()                         | Augustinerinnen                                                         | Emsigerland      | Marsch    | 1999          | 1376            | 1531                            | Frauenkloster                       |      | Um 1451 durch Dominikaner übernommen. |
| Faldern ()                          | Augustiner                                                              | Emsigerland      | Marsch    | 1999          | 1317            | 1561                            | Männerkloster                       |      | Faldern war das einzige Kloster der Franziskaner in Ostfriesland. Am 23. Dezember 1464 war Kloster Faldern Ort der feierlichen Zeremonie, mit der Ulrich I. von Kaiser Friedrich III. zum Reichsgrafen von Ostfriesland ernannt wurde.            |
| Appingen ()                         | Karmelitinnen                                                           | Emsigerland      | Geest     | 1999          | 1436            | 1545                            | Frauenkloster                       |      | Der Konvent in Appingen war die einzige Niederlassung der Karmeliten in Ostfriesland und das letzte in der Region gegründete Kloster. |

## Klöster, Stifte und Kommenden, deren Existenz oder Standort unklar ist
| Kloster, Stift oder Kommende (Lage) | Orden                                   | Landesgemeinde   | Naturraum | Gründung oder | erste Erwähnung | Ende bzw. Auflösung             | Belegung  | Bemerkungen |
| ----------------------------------- | --------------------------------------- | ---------------- | --------- | ------------- | --------------- | ------------------------------- | --------- | --- |
| Balna Insula (Lage unbekannt)       | Prämonstratenser                        |                  | Marsch    |               | 1270/1290       | unbekannt / vor der Reformation | unbekannt | Das Kloster wird in zwei zwischen 1270 und 1290 entstandenen Katalogen des Prämonstratenserordens als sancta Maria in Balna Insula genannt. Es befand sich möglicherweise auf Borkum. |
| Margens ()                          | unbekannt, später Augustiner-Chorherren | Harlingerland    | Geest     |               |                 | 1530–1534                       | unbekannt | Auf die Existenz als eigenständiges Kloster deuten alte Karten, Funde von Steinen im Klosterformat sowie Dienstpflichten umliegender Dörfer hin.                                      |
| Terheide ()                         | unbekannt, später Zisterzienser         | Harlingerland    | Geest     |               |                 |                                 | unbekannt | Auf die Existenz als eigenständiges Kloster deuten alte Karten und Dienstpflichten umliegender Dörfer hin.                                                                            |
| Tjüchen ()                          | Johanniter                              | Östringen        | Geest     |               | 1319            |                                 | unbekannt | Tjüchen wird 1319 als selbstständige Kommende genannt, später aber nur noch als Vorwerk von Burmönken.                                                                                |
| Burlage ()                          | Johanniter                              | Overledingerland | Geest     |               | 1319            |                                 | unbekannt | Burlage wird 1319 als selbstständige Kommende genannt, später aber nur noch als Vorwerk von Langholt.                                                                                 |